# 9 Ceti
9 Ceti, som är stjärnans Flamsteed-beteckning, är en ensam stjärna belägen i den västra delen av stjärnbilden Valfisken och har även variabelbeteckningen BE Ceti.  Den har en skenbar magnitud på 6,39 och kräver åtminstone en handkikare för att kunna observeras. Baserat på parallaxmätning inom Hipparcosuppdraget på ca 47,9 mas, beräknas den befinna sig på ett avstånd på ca 68 ljusår (ca 21 parsek) från solen. Den rör sig närmare solen med en heliocentrisk radialhastighet på ca –2,7 km/s.
Stjärnan har undersökts för bevis på en exoplanet eller en omgivande stoftskiva, men år 2015 har ingen hittats. Stjärnans ålder och dess rörelse genom rymden tyder på att den ingår i Hyadernas rörelsegrupp.

## Egenskaper
9 Ceti är analog med solen och en gul till vit stjärna i huvudserien av spektralklass G3 V. Den har en massa och en radie som är mycket nära solens och utsänder från dess fotosfär ca 10 procent  mera energi än solen vid en effektiv temperatur av ca 5 800 K.
År 1980 befanns 9 Ceti vara en variabel stjärna med en periodicitet på 7,655 dygn. Variationen i magnitud tolkades som resultatet av rotationsmodulering av stjärnfläcksaktivitet i dess fotosfär, och följaktligen klassificeras den som en BY Draconis-variabel. Den har stor variation i ytaktivitetens styrka - till den punkt där den har verkat inaktiv under vissa observationserier. Magnetfältets styrka mättes till 450 G. Stjärnans spektrum har linjer av titanoxid och kalciumhydrid, vilket för en stjärna i denna klass är ytterligare bevis på stjärnfläckaktivitet. Stjärnfläckar täcker uppskattningsvis 3 procet av ytan.
9 Ceti har en optisk följeslagare av magnitud 12,57 med en vinkelseparation på 214 bågsekunder vid en positionsvinkel på 294° (år 1999), även om paret inte är fysiskt associerade eftersom de har olika egenrörelse.